# Médenine (província)
A província de Médenine (em árabe: ولاية مدنين; em francês: gouvernorat de Médenine), também chamada província de Mednine é uma província do sudeste da Tunísia.
- capital: Médenine
- área: 9 167 km²
- população: 432 503 habitantes (2004);[2] 474 200 (estimativa de 2013)[3]
- densidade: 47,2 hab./km² (2004)

| Delegação         | População em 2004 |
| ----------------- | ----------------- |
| Ben Gardane       | 70 907            |
| Beni Khedache     | 28 586            |
| Djerba Ajim       | 24 166            |
| Djerba Houmt Souk | 64 919            |
| Djerba Midoun     | 50 459            |
| Médenine Norte    | 48 102            |
| Médenine Sul      | 48 087            |
| Sidi Makhloulf    | 23 728            |
| Zarzis            | 73 549            |